# Ellen Spijkstra
Ellen Francien Spijkstra (Hattem, 3 augustus 1957) is een Nederlands keramist en fotograaf, gevestigd in Curaçao.

## Leven en werk
Spijkstra werd opgeleid aan de Academie Minerva in Groningen. In 1980 verhuisde zij met haar man Eric de Brabander naar Curaçao. In 1985-1986 volgde zij aan het Rochester Institute of Technology in New York een zomercursus glasblazen en daarna de theorievakken klei- en glazuurstudies en ovenbouw van de opleiding Master of Fine Arts Ceramics. Na deze onderbreking van een jaar vestigde zij zich definitief op Curaçao. Zij startte keramiekstudio Girouette en gaf tot 2012 keramiekcursussen. Fotografie was aanvankelijk alleen een hobby, maar nadat zij in 1985 een lokale fotowedstrijd won, ontwikkelde zij zich tot dubbeltalent. In 1991 rondde zij een fotografiecursus af aan het New York Institute of Photography.
Veel van haar inspiratie haalt Spijkstra uit de natuur van Curaçao. Zij combineert haar keramiek met stukken rots en koraal en integreert foto's van koralen in haar keramiek. Haar voornaamste thema's zijn land en water, leven en verval.  Zij maakt keramisch werk van uiteenlopende grootte, van klein tot monumentaal, en werkt bij voorkeur in series.
Spijkstra gaf onder meer les aan het Instituto Buena Bista in Curaçao, de Ateliers '89 in Aruba en de Taller Escuela Arte Fuego in Caracas. Als artist in residence werkte zij in de Taller Varadero in Cuba (zevende Biënnale van Havana), de Resen International Ceramic Colony in Resen en het Shangyu Celadon Modern International Ceramic Center in Shangyu, China.
Zij is lid van de Académie Internationale de la Céramique.

## Publicaties
- Global Local: Ellen Spijkstra Ceramics and Photography. Harderwijk: d'jonge Hond, 2008. ISBN 978-90-89100-73-3.

## Solo-exposities
- 2019 Ellen Spijkstra - An artistic journey, Het Curaçaosch Museum, Curaçao[7]
- 2015/18 Open atelierroute, Studio Girouette, Curaçao[8]
- 2013 Oud en Nieuw, Avila Beach Hotel, Curaçao[9]
- 2009 Ellen Spijkstra, Photography and Ceramics, Galerie Taptoe, Brussel[10]
- 2008 Global Local, Galerie Bloemhof, Curaçao[11]
- 2008 Photo imagen, Franse ambassade, Santo Domingo[12]
- 2008 Kleurgamma Downtown, Amsterdam[13]
- 2006 Ellen Spijkstra, Galerie Blow-up, Amsterdam
- 2005 Baranka Korsou, Gallery Alma Blou, Curaçao
- 2004 Waterwerk, Het Scheepvaartmuseum, Amsterdam[14]
- 2003 Passage of Time, Art Studio Insight, Aruba[15]
- 2000 Curaçao Harbor Tour, Maritiem Museum Curaçao
- 1993 Tweede Lustrumprijs, Het Curaçaosch Museum
- 1989 Ellen Spijkstra, Taller Escuela Arte Fuego, Caracas[16]
- 1988 Ceramic sculptures and photographs, Het Curaçaosch Museum

## Prijzen
- 2023 Cola Debrotprijs voor haar bijdragen aan de Curaçaose kunstscene.[17]
- 2015 Eervolle vermelding, Gyeonggi International Ceramic Biennale, Zuid-Korea[18][19]
- 2014 Best Work of Art Tile, Elit-Tile 2014/2015, Premio Fundación Susana de Moya, Dominicaanse Republiek[20]
- 2000 Award final selection, Sixth Taiwan Golden Ceramics Awards Exhibition; the opening exhibition of the new Taipei County Yingko Ceramic Museum, Taiwan[21]
- 1999 Eervolle vermelding Arte '99, Curaçao[22]
- 1993 Het Curaçaosch Museum Lustrumprijs, Curaçao
- 1990 Award of Merit, internationale fotowedstrijd 'Romance', New York Institute of Photography, New York[23]
- 1989 Derde prijs, internationale fotowedstrijd 'Architecture', New York Institute of Photography, New York[23]
- 1985 Best of category, The Strong Art Show & Sell, Rochester (New York)
- 1985 Eerste prijs, fotowedstrijd Inner wheel, Curaçao

## Collecties (selectie)
Spijkstra's werk is opgenomen in publieke collecties in binnen- en buitenland, waaronder de Beeldentuin Blue Bay, de Maduro & Curiel's Bank, het Avila Beach Hotel, de Centrale Bank, Het Curaçaosch Museum, het Maritiem Museum Curaçao en het Curaçao Medical Center in Curaçao, de Aruba Bank in Aruba, het Wifredo Lam Center in Cuba, het Stedelijk Museum Schiedam en het Shangyu Museum in China.

## Keramiek

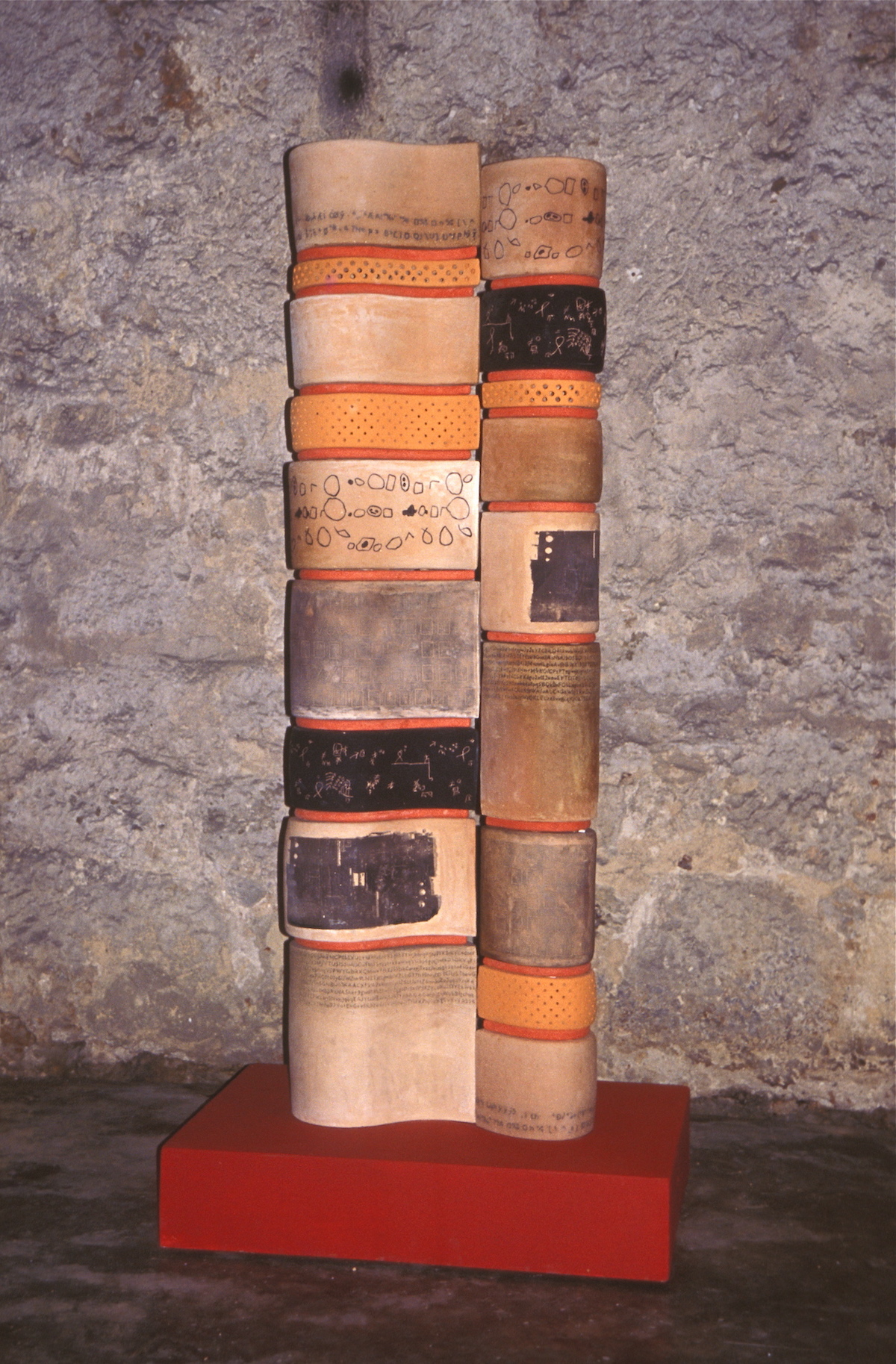
Totem of Confusions (60x30x220 cm), aardewerk, onderglazuur en oxiden, voor de zevende Biënnale van Havana, 2000
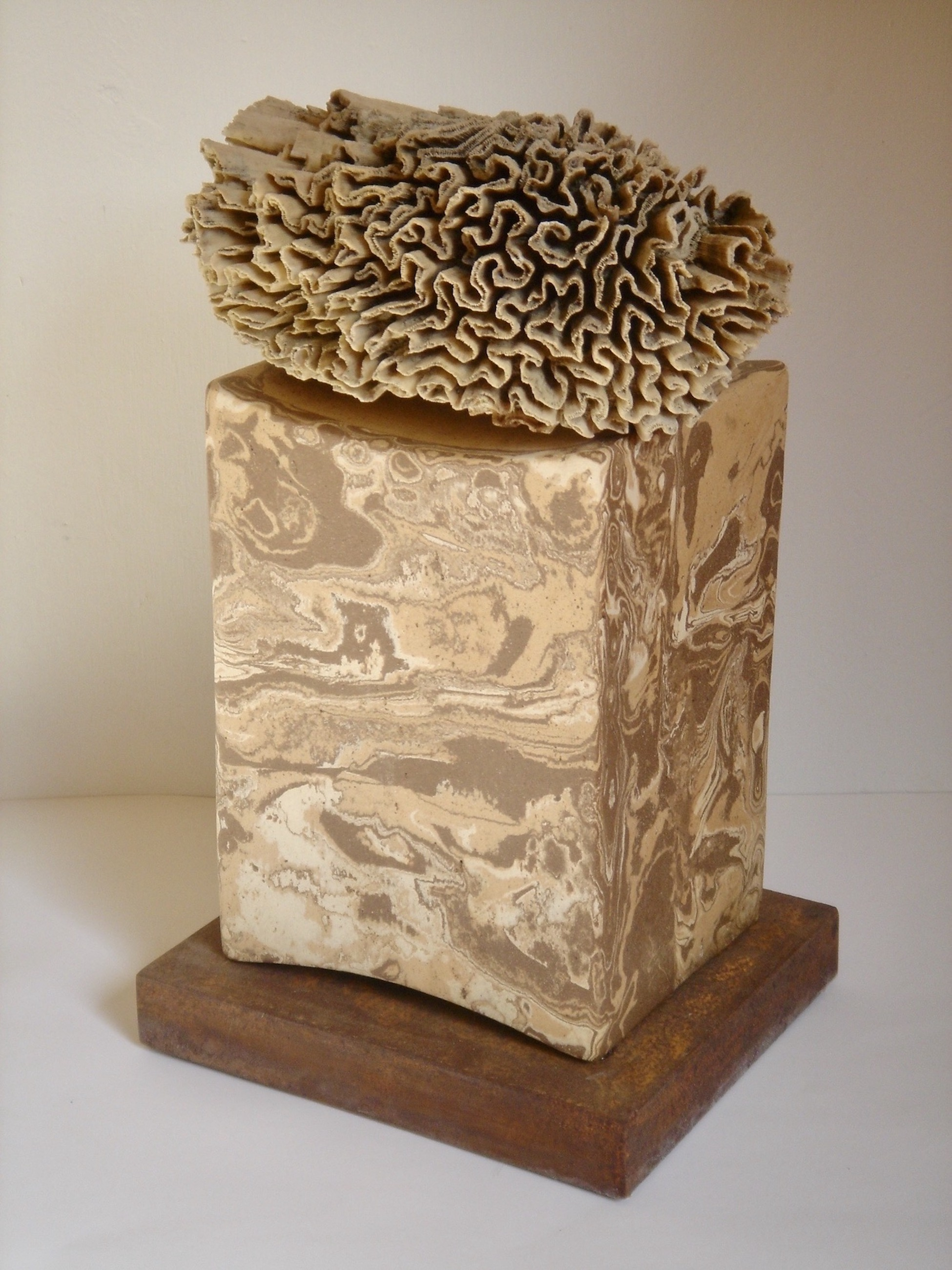
Frozen Turmoil (20x18x30 cm), gemarmerd aardewerk, fossiel koraal en staal, 2004
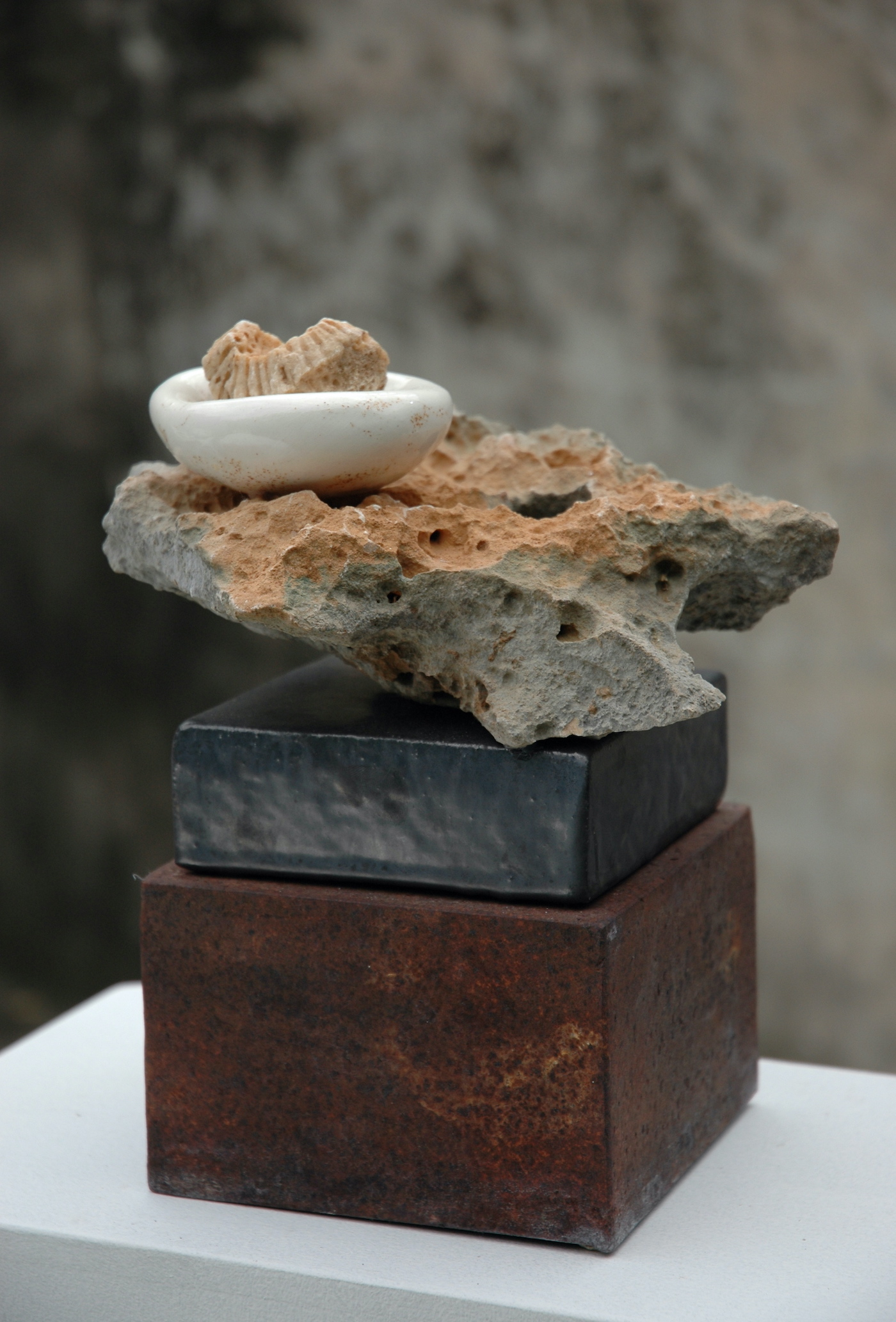
Presenting the Stone V (20x20x30 cm), geglazuurd aardewerk, porselein, fossiele kalksteen, koraalsteen en staal, 2004
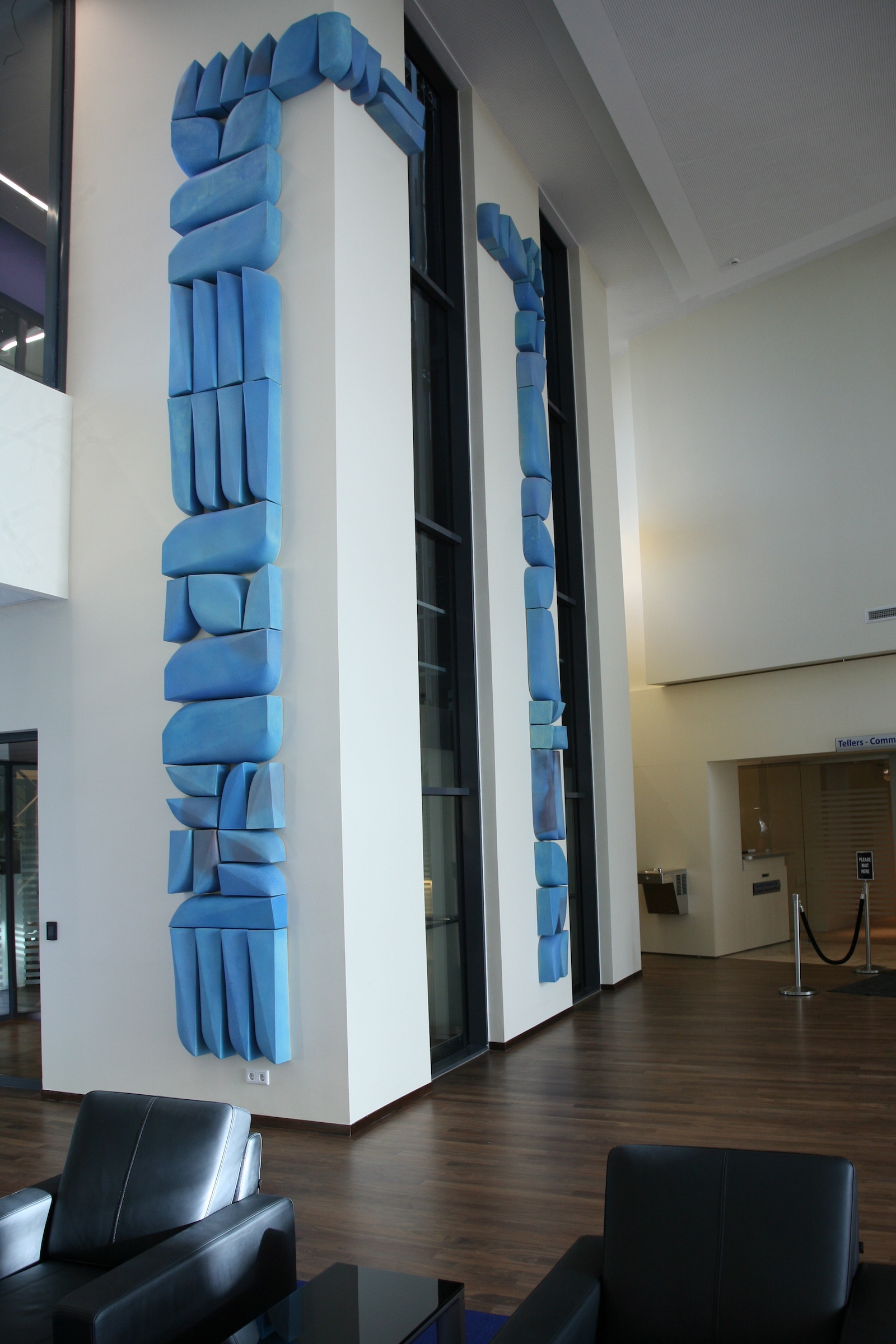
Gateway to a Gateway (650x15x400 cm), geglazuurd steengoed, Maduro & Curiel's Bank, 2011
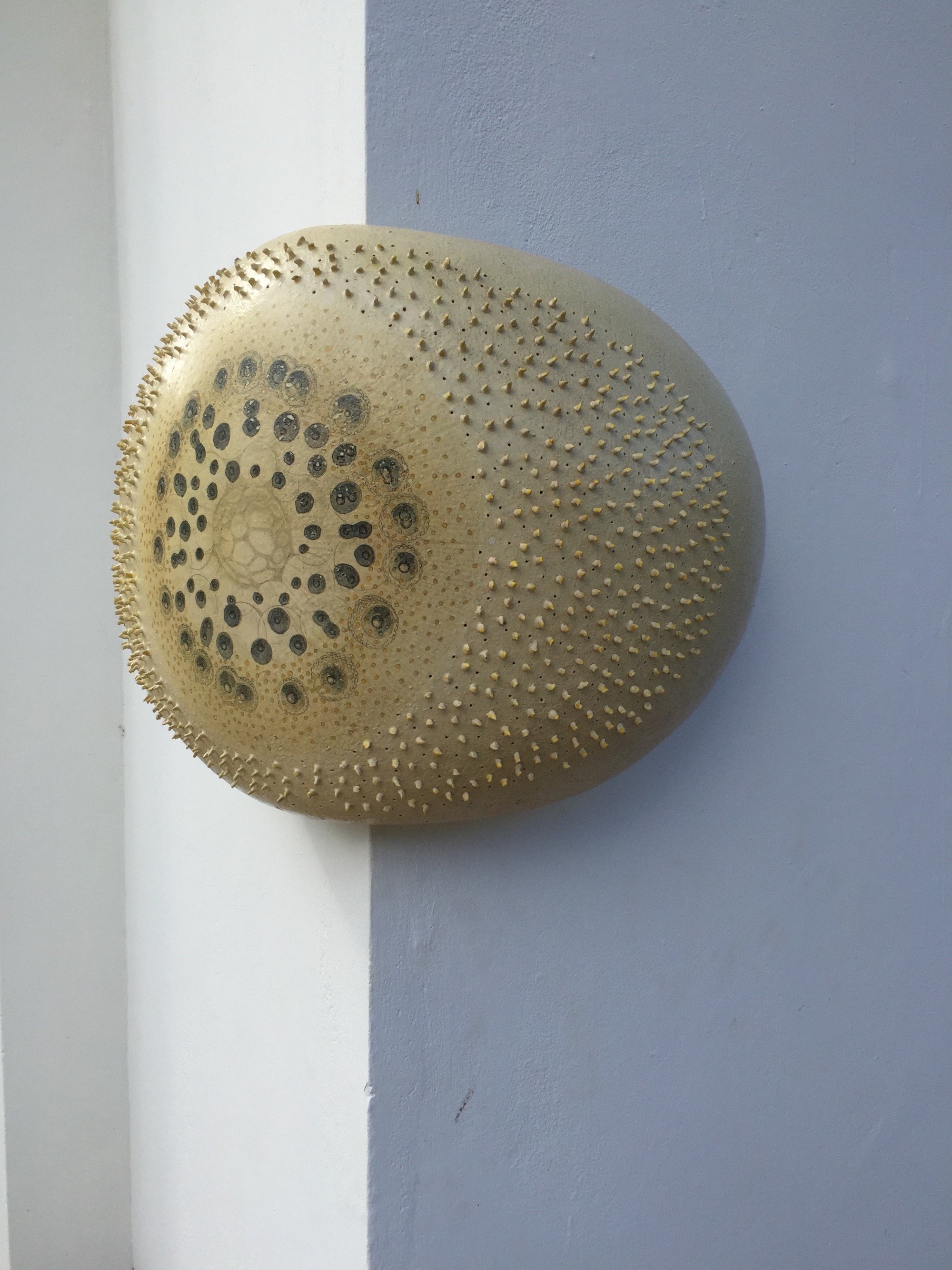
Sea Urchin (38x45x43 cm), geglazuurd steengoed met keramische foto, 2015
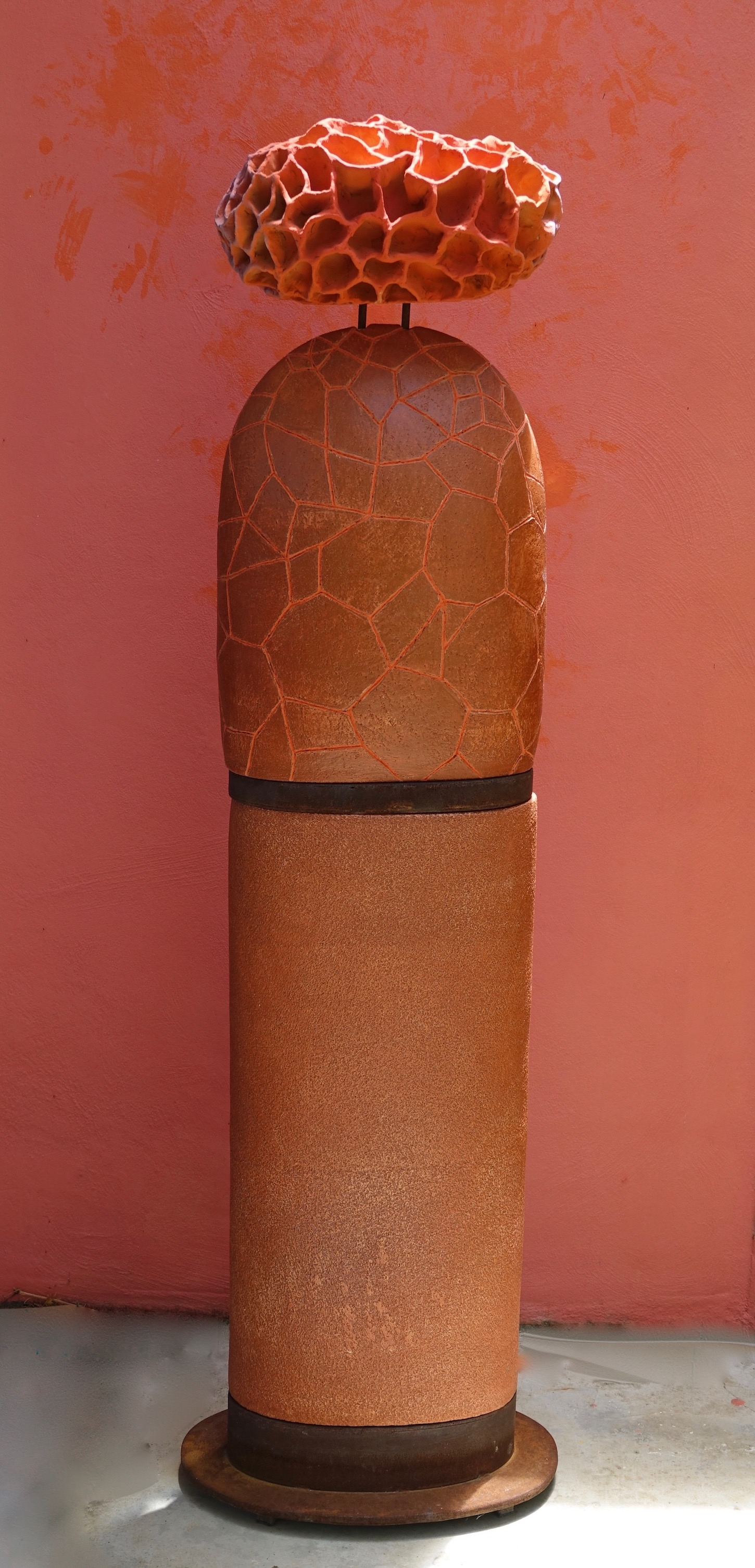
Orange Blossom (43x30x150 cm), steengoed, onderglazuur, staal, 2019
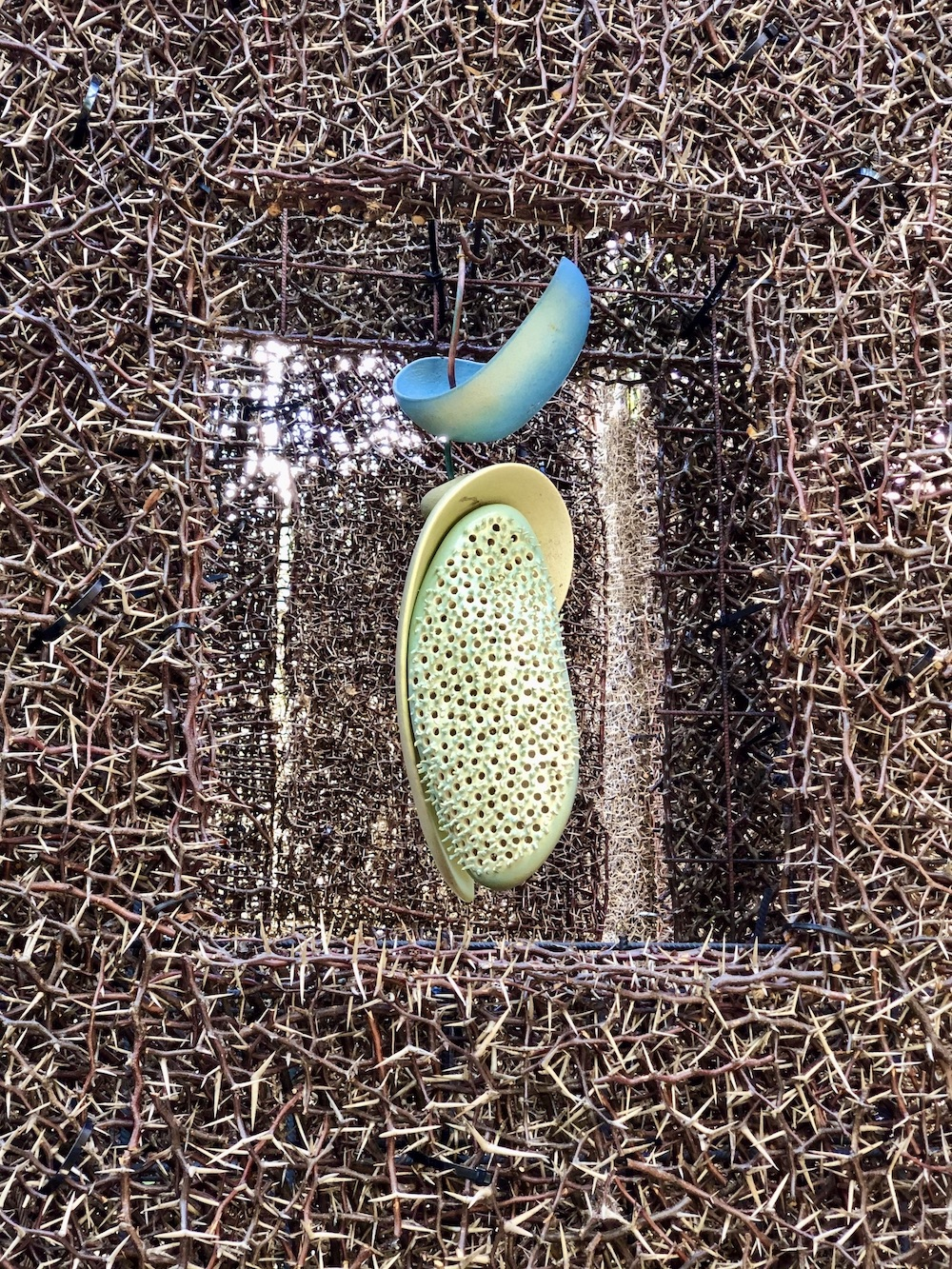
Flor di Sumpiña (20x20x65 cm), geglazuurd steengoed en koper, kathedraal van doornen, 2020

## Foto's

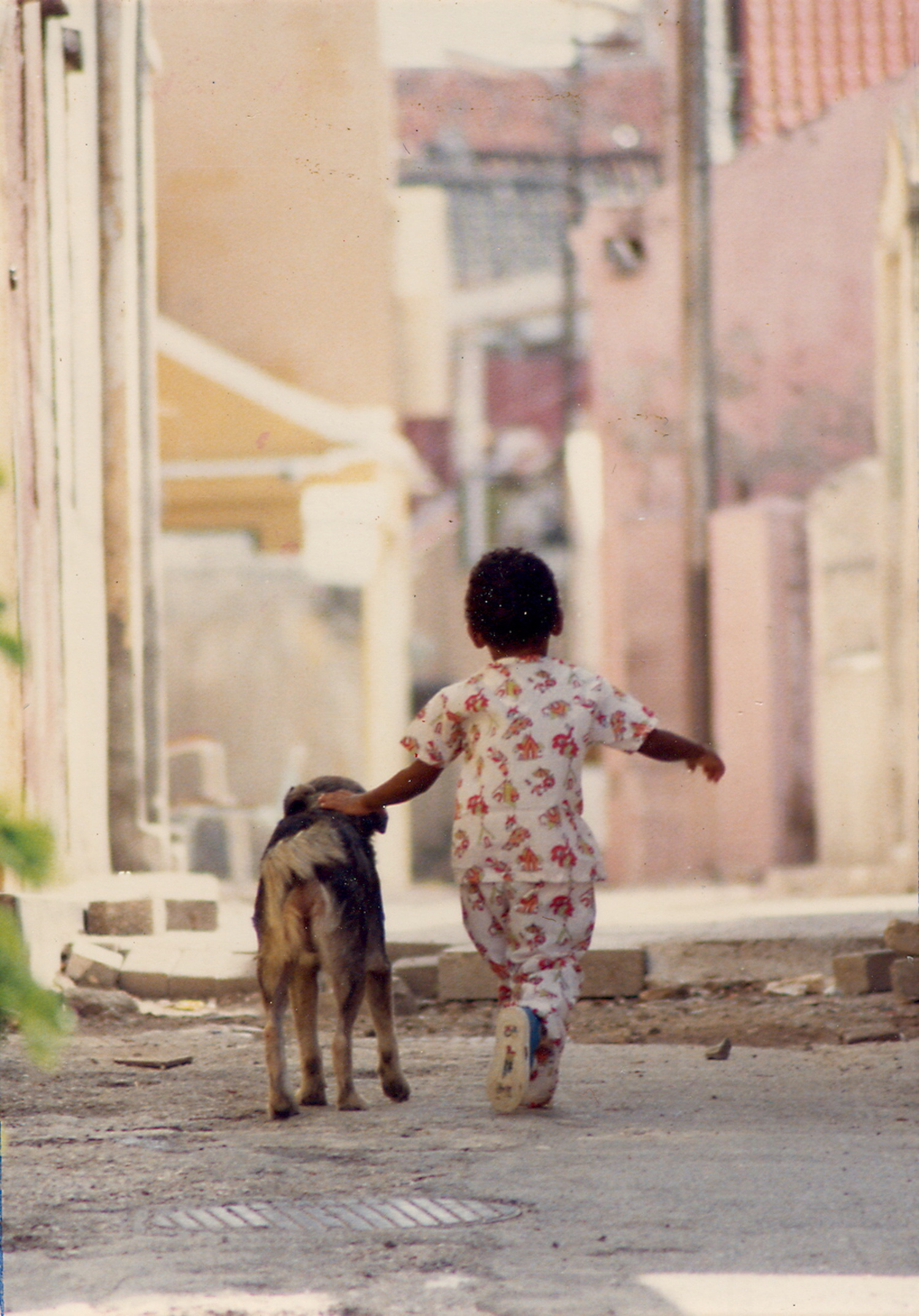
Mi Kacho, 1992
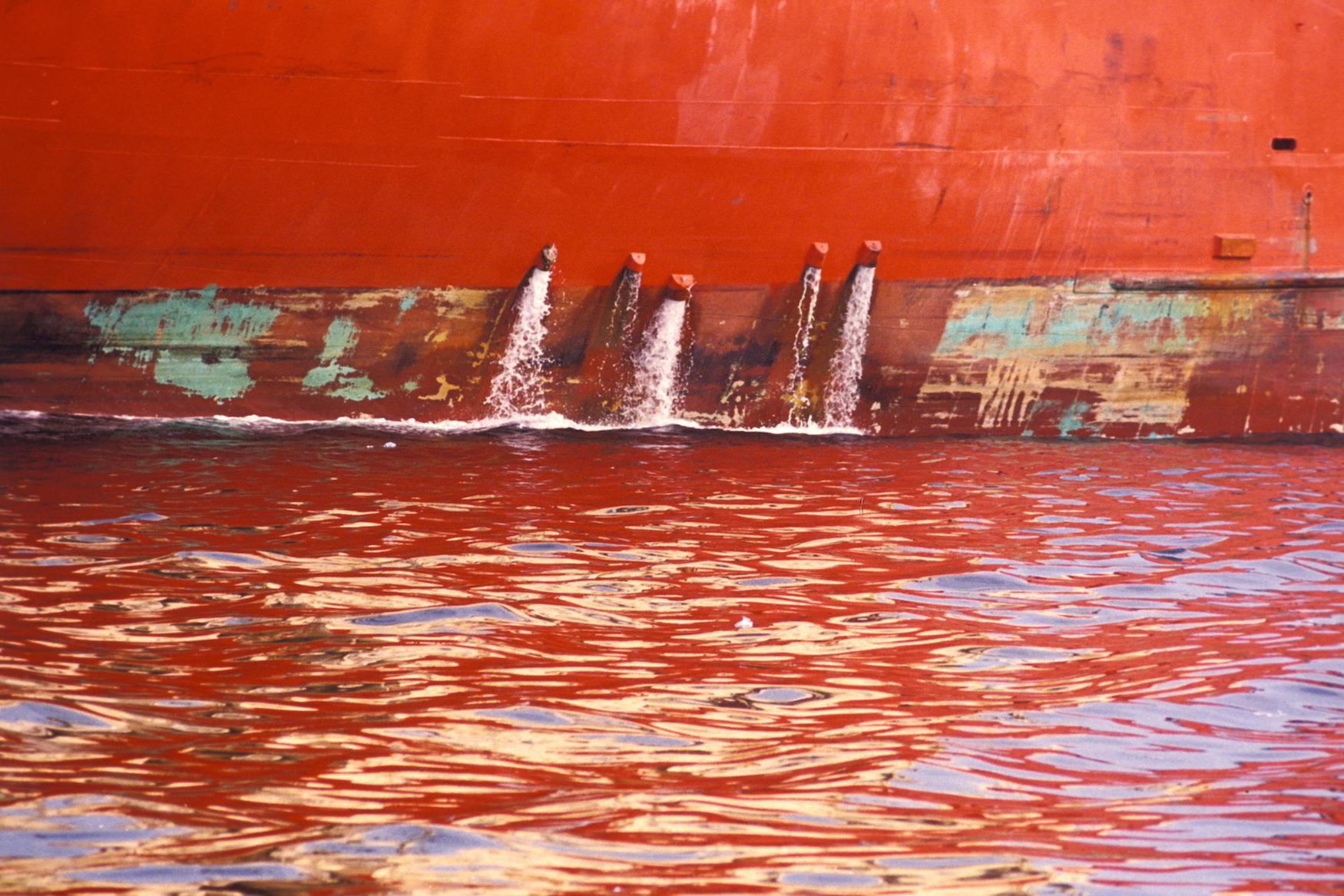
Curaçao Harbor Tour no 1, 1998
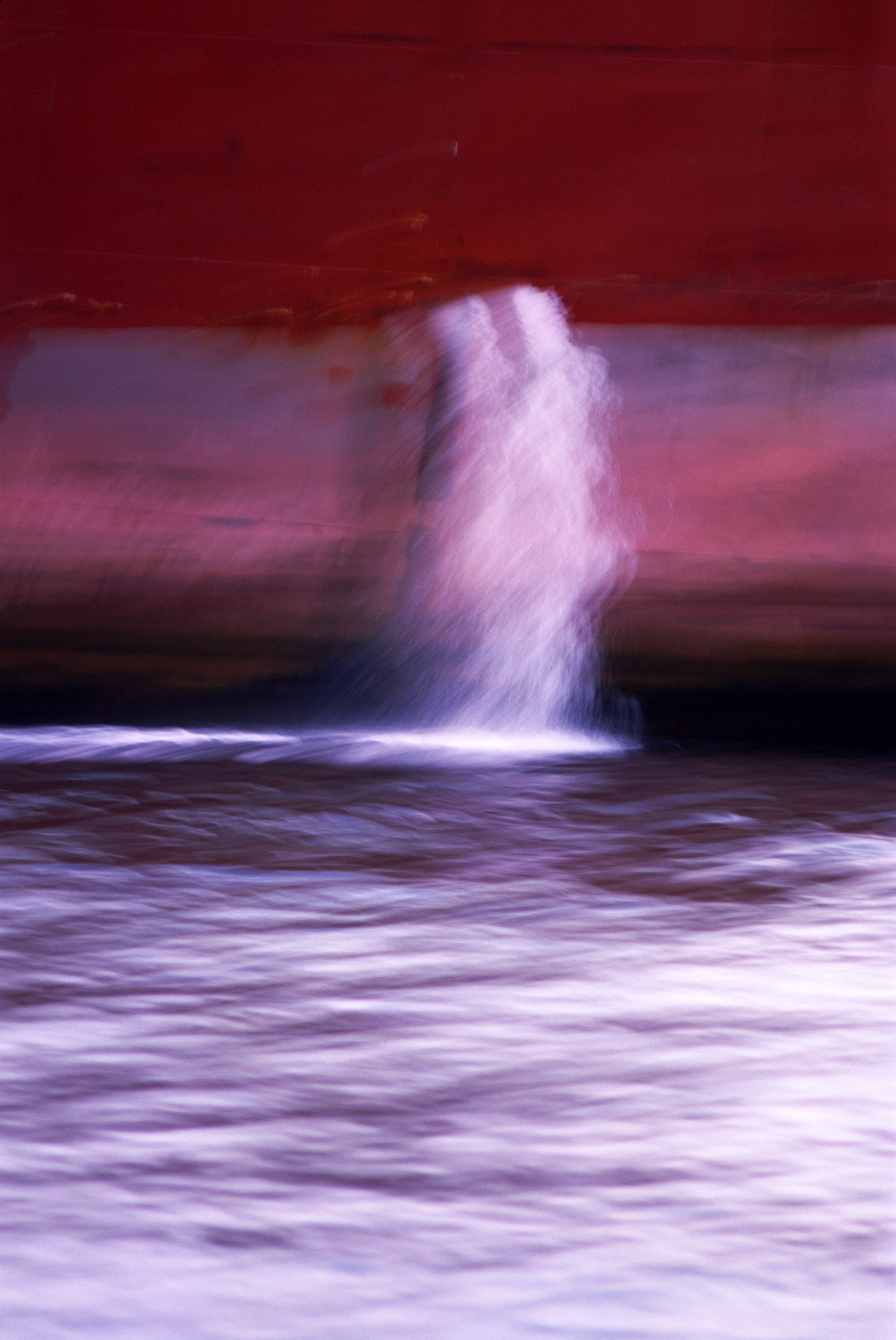
Curaçao Harbor Tour no 33, 2000
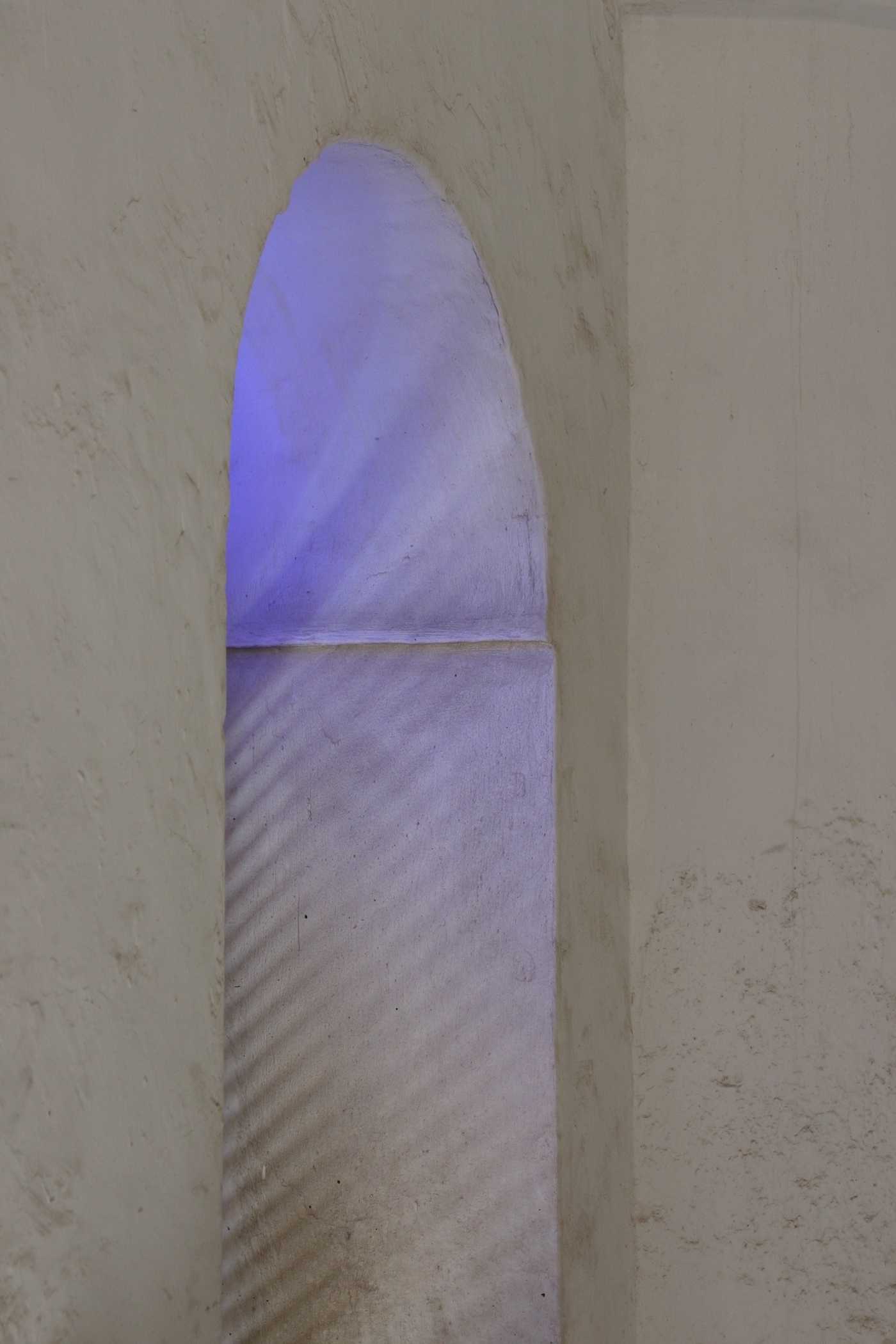
Detail van een 275-jaar oude synagoge, 2007
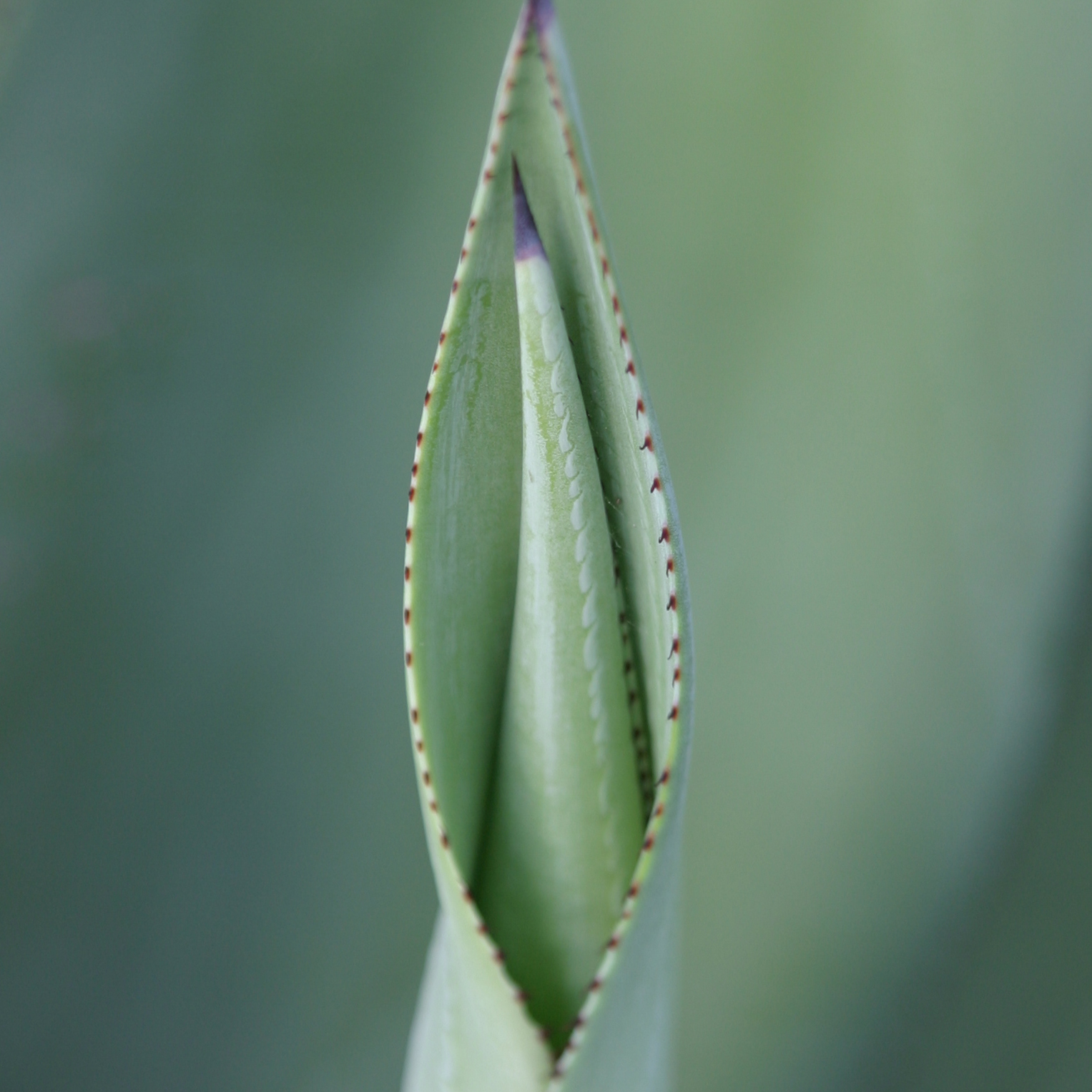
Vaginamonoloog, 2007
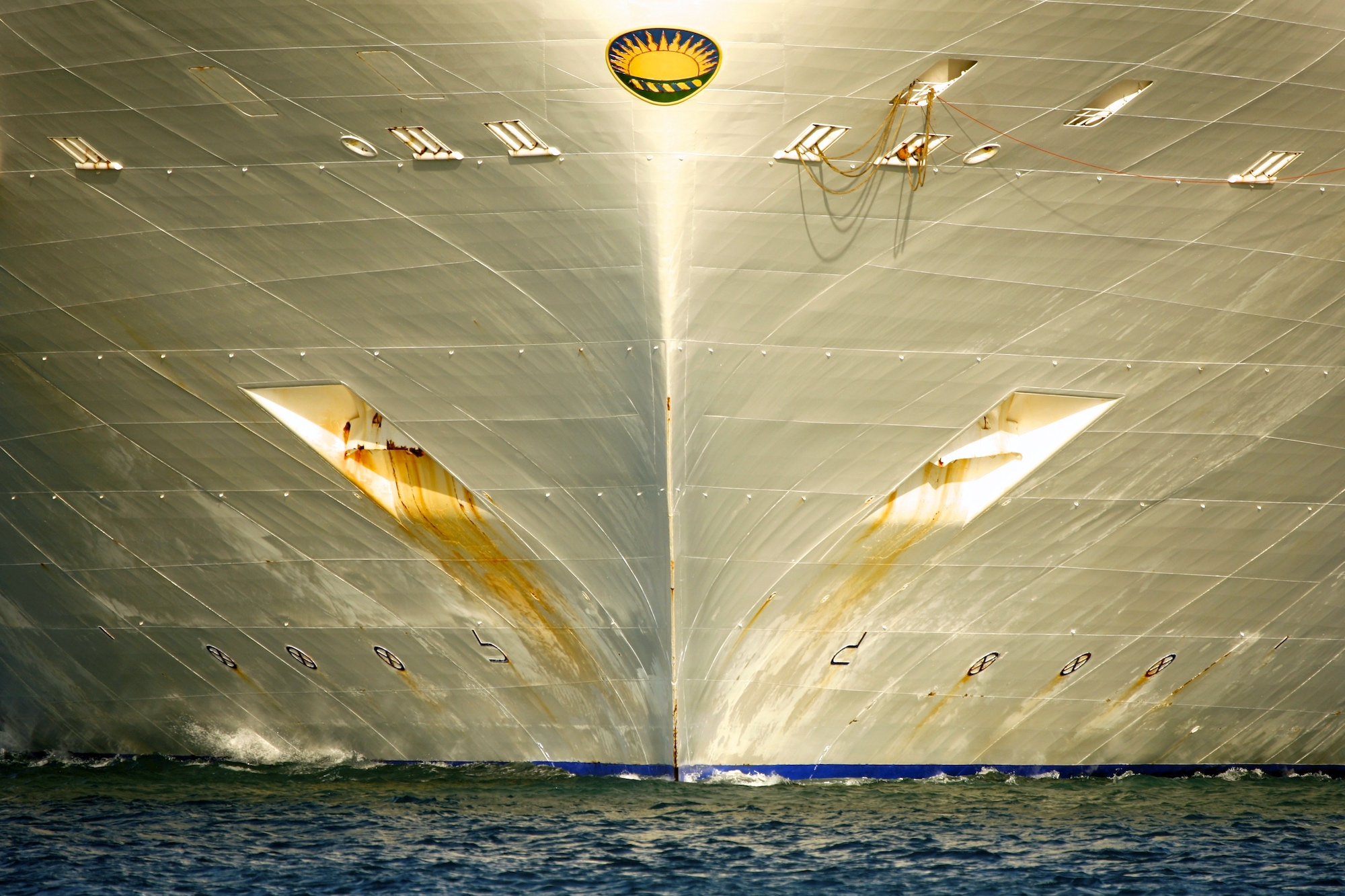
Caribbean Harbor Tour no 16, 2014
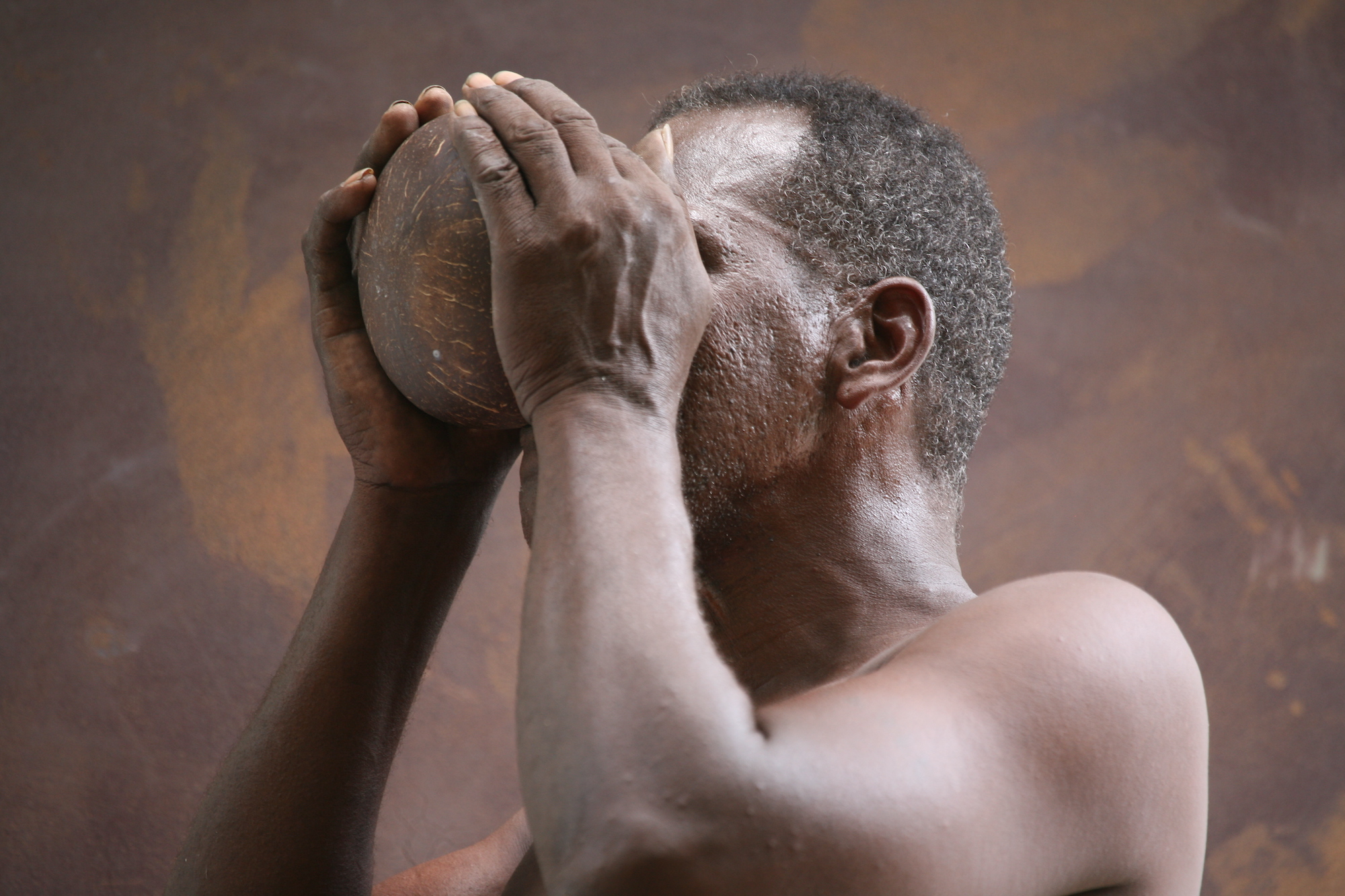
Ritual pa union i forsa, 2017

- Gemeinsame Normdatei: 133382745
- International Standard Name Identifier: 0000 0000 1981 2050
- Library of Congress Control Number: nb2009002805
- Nederlandse Thesaurus van Auteursnamen: 315743042
- RKD-Nederlands Instituut voor Kunstgeschiedenis: 301641
- Système universitaire de documentation: 135547962
- Virtual International Authority File: 67654239
- WorldCat: E39PBJvtbYT6bv4VFtcwc897HC